# Суда (приток Ваи)
Суда — река в России, протекает в Тонкинском районе Нижегородской области. Устье реки находится в 50 км по левому берегу реки Ваи. Длина реки составляет 14 км.
Исток реки находится у села Вязовка в 15 км к северо-востоку от посёлка Тонкино. Река течёт в северо-западном направлении, протекая через село Вязовка (при выходе из села её русло перегорожено плотиной и тем самым образован небольшой пруд), а затем обходя с южной стороны деревни Кузьминка и Простоквашино. Впадает в Ваю к северу от села Бердники.

## Данные водного реестра
По данным государственного водного реестра России, относится к Верхневолжскому бассейновому округу, водохозяйственный участок реки — Ветлуга от города Ветлуга и до устья, речной подбассейн реки — Волга от впадения Оки до Куйбышевского водохранилища (без бассейна Суры). Речной бассейн реки — (Верхняя) Волга до Куйбышевского водохранилища (без бассейна Оки).
По данным геоинформационной системы водохозяйственного районирования территории РФ, подготовленной Федеральным агентством водных ресурсов:
- Код водного объекта в государственном водном реестре — 08010400212110000043212
- Код по гидрологической изученности (ГИ) — 110004321
- Код бассейна — 08.01.04.002
- Номер тома по ГИ — 10
- Выпуск по ГИ — 0